# Стад дьо Жонев
Стад дьо Жонев (на френски: Stade de Genève, „Стадион на Женева“) е модерен футболен стадион в град Ланси, кантон Женева, Швейцария.
Първият мач, изигран на съоръжението, е на 16 март 2003 г., като това е среща от швейцарското първенство между „Сервет“ и „Йънг Бойс“. Официалното откриване се състои на 30 април същата година, а Швейцария загубва с 1:2 от Италия.